# تپه باغ پاچفت
تپه باغ پاچفت، مربوط به دوران پیش از تاریخ ایران باستان است و در شهرستان شهرکرد، جاده فرخ شهر به دستگرد واقع شده است. این اثر در تاریخ ۲۴ فروردین ۱۳۸۲ با شمارهٔ ثبت ۸۲۳۶ به‌عنوان یکی از آثار ملی ایران به ثبت رسیده است.